# Guilhem de Saint-Leidier

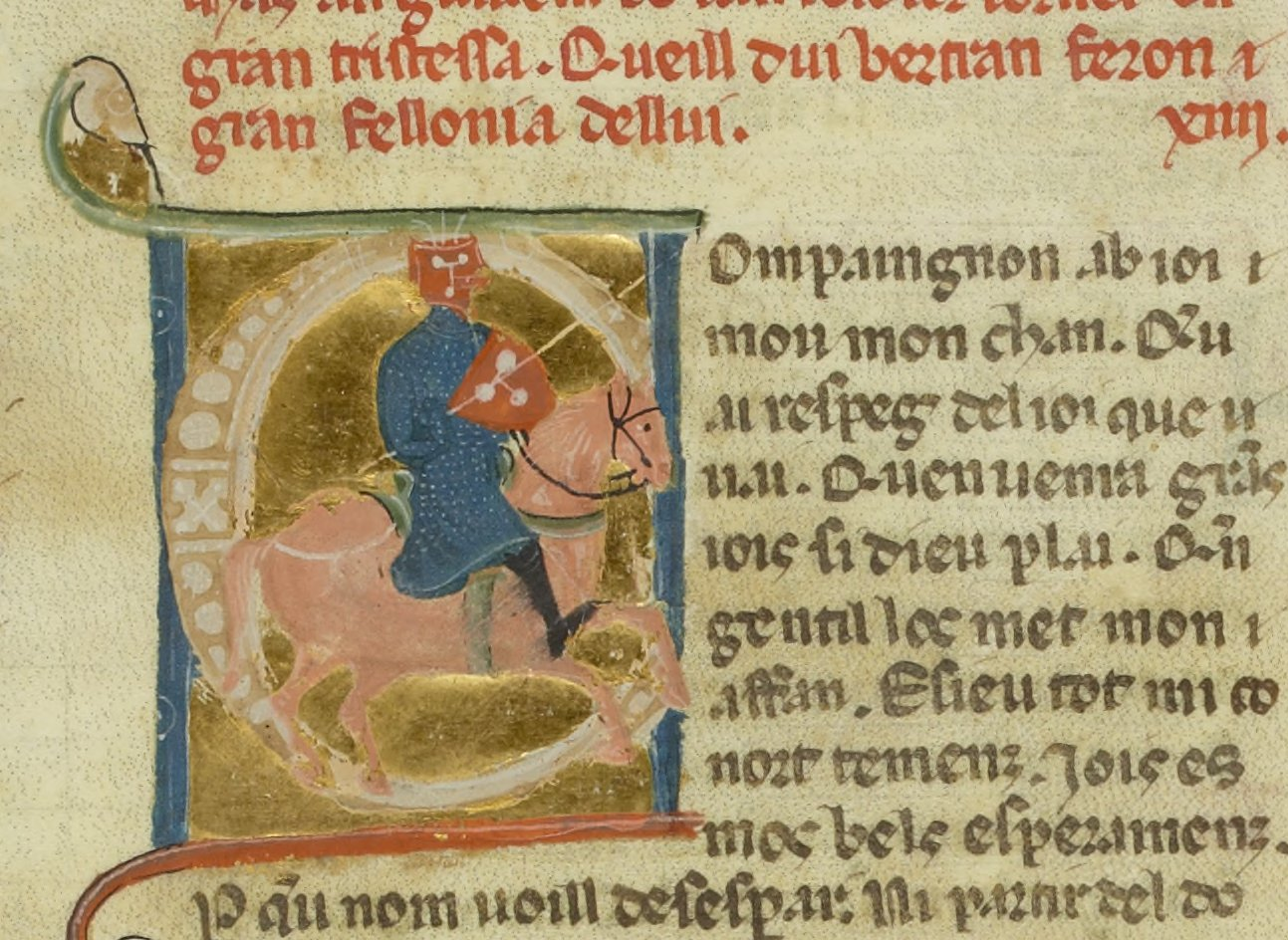
Guilhem de Saint-Leidier a cavall; BnF ms. 854 fol. 78; cançoner I

Guilhem de Saint-Leidier (també conegut com a Guilhem de Saint Deslier, Guillem de Saint Deidier o Guilhèm de Sant Leidier) fou un trobador de la segona meitat del segle xii (...1150-1200...).

## Vida
Fou senyor de Saint Didier-en-Velay. Nasqué en algun moment anterior a 1150 i morí entre 1195 i 1200. Era oncle del també trobador Gauseran de Saint Leidier. La seva obra poètica inclou 15 cançons, una tençó i un planh. El Monjo de Montaudon l'inclogué en la seva sàtira.
Es conserva la música de 234,16 Pois tant mi forss' Amors que m'a faich entremetre als cançoners G i R.
Guilhem de Saint-Leidier inicià un debat sobre la qüestió de si una dama resta deshonorada si té un amant més ric o poderós que ella. L'única peça conservada d'Azalais de Porcairagues així com una de Raimbaut d'Aurenga sembla que són una contribució a aquest debat.
Es conserva una vida de Guilhem de Saint-Leidier. La vida explica que Guilhem s'enamorà de la comtessa de Polinhac, germana del Dalfí d'Alvèrnia, a qui donava el senhal de Bertran. Aquest senhal també el donava a Uc Marescal, el seu company, en qui confiava. Però finalment "tornet en gran tristesa, que'ill diu "Bertran" feron gran fellonia de lui" ("caigué en gran tristesa, perquè els dos "Bertrans" li feren una gran fellonia").

### Edicions
- A. Sakari, Poésies du troubadour Guillem de Saint-Didier. Hèlsinki, 1956.
- A. Sakari, 'Azalais de Porcairagues, le "Joglar" de Raimbaut d'Orange', in: Neuphilologische Mitteilungen vol. 50 (1949) pp. 23–43, 56-87, 174-198.
- Martí de Riquer, Los trovadores. Historia literaria y textos. Barcelona: Ariel, 1983, vol. 2, p. 553-564 [Comentari i publicació de la vida i de quatre peces, amb traducció al castellà]

### Repertoris
- Alfred Pillet / Henry Carstens, Bibliographie der Troubadours von Dr. Alfred Pillet […] ergänzt, weitergeführt und herausgegeben von Dr. Henry Carstens. Halle : Niemeyer, 1933 [Guilhem de Saint-Leidier és el número PC 234]
- Guido Favati (editor), Le biografie trovadoriche, testi provenzali dei secc. XIII e XIV, Bologna, Palmaverde, 1961, pàg. 190
- Martí de Riquer, Vidas y retratos de trovadores. Textos y miniaturas del siglo XIII, Barcelona, Círculo de Lectores, 1995 p. 143-149 [Reproducció de la vida i de dues razós, amb traducció a l'espanyol, i miniatures dels cançoners A, I i K]
- Biographies des troubadours, ed. J. Boutière, A.-H. Schutz (Paris: Nizet, 1964) pp. 271–283.